# 7 мумій
«7 мумій» (англ. Seven Mummies) — американський фільм жаху/трилер 2006 р. режисера Ніка Квестеда.

## Сюжет
З незапам'ятних часів 7 таємничих мумій охороняють золото, зарите в глушині прерій, караючи кожного, хто ризикне потурбувати їх спокій. Півтора століття назад золотошукачі, що оселилися в цих страшних місцях, навіки стали живими мерцями, щоб разом з муміями охороняти скарби і своє прокляте місто.
Наші дні. Ув'язнені, що втекли з в'язниці, забрідають в стародавнє містечко, де, як свідчить легенда, сховано те саме золото. Грабіжникам і головорізам плювати на міфи і прокляття, вони не зупиняться ні перед чим, щоб розбагатіти. Наближається ніч і хтось зараз розпрощається з життям.

## У ролях
- Метт Шульц — Рок
- Серіна Вінсент — Лесі
- Біллі Верт — Тревіс
- Біллі Драго — Дрейк
- Ендрю Брінярскі — Блейд
- Денні Трехо — Апач
- Мартін Коув — Кайл
- Джеймс Інтвелд — заступник Кеш
- Ноель Гул'ємі — Сантос
- Макс Перліх — Зевс
- Нореага (в тітрах: Victor «Nore» Santiago) — Вейлет
- Едріанн Палікі — Ізабель
- Тедд Тернер — заступник Керрі

## Критика
Рейтинг на IMDb — 2,4/10.